# جيمس يونغ (كيميائي)
جيمس يونغ (بالإنجليزية: James Young)‏ هو كيميائي إسكتلندي عاش في القرن التاسع عشر، واشتهر بعمله في مجال الهيدروكربونات حيث طور طرق استحصال الكيروسين من الفحم والصخر القاري.
ولد جيمس يونغ في ضواحي مدينة غلاسكو سنة 1811 ثم درس في معهد سانت أندرسون (حالياً جامعة ستراثكلايد (University of Strathclyde) حيث حضر محاضرات في العلوم الأساسية من بينها الكيمياء.
بدأ يونغ مشروعه الخاصّ في مجال السوائل الهيدروكربونية، حيث تمكّن لاحقاً من تقطير بعض أنواع الفحم القاري فحصل على سائل أوّلي يشبه النفط في شكله، والذي أجرى عليه عملية تقطير لاحقة بطيئة مكّنته من الحصول على عدد من السوائل النافعة، من بينها زيت أطلق عليه اسم «زيت البرافين»، لأنّه يتجمّد عند درجات حرارة منخفضة بشكل يشبه شمع البرافين. ( ما يعرف حالياً باسم كيروسين). وفي سنة 1850 أصدر يونغ براءة اختراع وأسسس مع رفاقه مجموعة شركات في غرب لوثيان وغلاسكو.
توفي يونغ سنة 1883 في إسكتلندا.